# Palle Danielsson

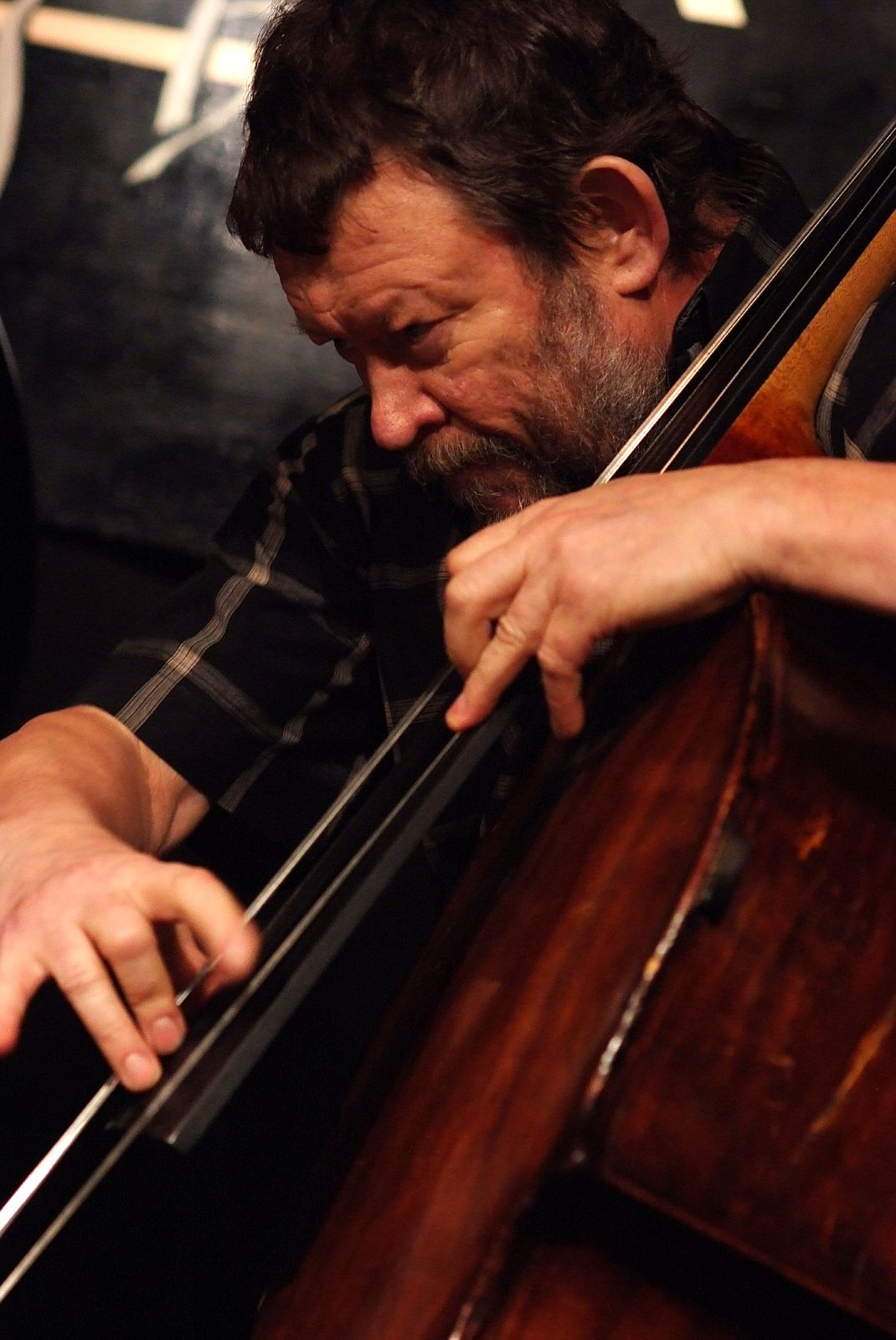
Palle Danielsson (2008)

Paul „Palle“ Danielsson (* 15. Oktober 1946 in Stockholm; † 18. Mai 2024 in Åkers styckebruk, Södermanlands län) war ein schwedischer Jazz-Bassist.

## Leben und Wirken
Schon als Kind spielte Danielsson Mundharmonika und begann mit acht Jahren Violine zu spielen. Er wechselte zum Kontrabass, nachdem er angefangen hatte, sich für Jazz zu interessieren. Danielsson war schon mit 15 Jahren professionell tätig. Er studierte an der Königlichen Schwedischen Musikakademie in Stockholm von 1962 bis 1966. Mit 19 Jahren, 1965, wurde er von Bill Evans für einen Auftritt im Stockholmer Jazzclub Gyllene Cirkeln („The Golden Circle“) vom Fleck weg engagiert und erlangte damit nationales Ansehen. Im Anschluss tourte er durch Europa mit dem Quartett des Saxophonisten Barney Wilen (Eje Thelin Klavier, Billy Brooks Schlagzeug). In den 1970er-Jahren war Danielsson ein Motor der Stockholmer Jazz-Szene und begründete mit dem Pianisten Bobo Stenson die Gruppe Rena Rama (mit dem Saxophonisten Lennart Åberg und dem Schlagzeuger Bengt Berger). Beide waren auch Mitglieder des einflussreichen schwedisch-norwegischen Quartetts mit dem Saxophonisten Jan Garbarek und dem Schlagzeuger Jon Christensen, mit dem 1973 das Album Witchi-Tai-To entstand. Mitte bis Ende der 1970er-Jahre gehörte er mit Garbarek und Christensen zu Keith Jarretts European Quartet, damals entstand das Studioalbum Belonging.
In den 1980er-Jahren spielte Danielsson im Quartett des Saxophonisten Charles Lloyd (Album Fish out of Water 1990) und gehörte der Gruppe des französischen Pianovirtuosen Michel Petrucciani an. 1990 spielte Danielsson mit dem Saxophonisten Christof Lauer, dem Pianisten Joachim Kühn und dem Ex-Weather-Report-Schlagzeuger Peter Erskine Aufnahmen ein, die mit dem Jahrespreis der Deutschen Schallplattenkritik ausgezeichnet wurden. Er wirkte im Quartett von Bobo Stenson und im Septett von Tomasz Stańko (Litania – Music of Krzysztof Komeda 1999). In den 1990er-Jahren begann eine langjährige Zusammenarbeit mit dem Pianisten John Taylor, mit dem er im Trio mit Erskine tourte (You Never Know 1993, Time Being 1994, As It Is 1996). Außer mit seinem eigenen Quartett „Contra Post“ (mit dem Saxophonisten Joakim Milder, der Pianistin Rita Marcotulli und dem Schlagzeuger Anders Kjellberg) spielte er schwedische Volksmusik mit der Gruppe Nordan.
Danielssons ältere Schwester ist die Pianistin und Komponistin Monica Dominique.
2001 erhielt er den Django d’Or (Schweden) und 2002 den Jazzpreis der Königlichen Musikakademie in Stockholm.
Am 18. Mai 2024 starb Danielsson im Alter von 77 Jahren in Åkers styckebruk.